# مصطفی علیمدد
مصطفی علی مدد (آذر ۱۳۱۵، تهران – ۱۴ خرداد ۱۳۹۱، تهران) از مترجمان، نویسندگان و مدرسان سرشناس حسابداری و حسابرسی ایران در چند دهه گذشته بود. از وی ده‌ها کتاب و مقاله در موضوعات متنوع حسابداری و حسابرسی بر جای مانده‌است.

## زندگی‌نامه

### خانواده
در خانواده‌ای متوسط متولد شد. پدرش، ابوالقاسم علی مدد متخلص به قطره، نانوا بود؛ و در عین حال، در مدح و رثای پیامبر، ائمه و معصومین، مدیحه و مرثیه می‌سرود.

### تحصیلات
دبستان و دبیرستان را در تهران گذراند و در سال ۱۳۳۴ دیپلم ریاضی گرفت. در سال ۱۳۳۷ در موسسه علوم اداری دانشگاه تهران پذیرفته شد و در سال ۱۳۳۹ گواهی‌نامه عالی حسابداری گرفت. در سال ۱۳۴۳ در مؤسسه عالی حسابداری به ادامه تحصیل در رشته حسابداری پرداخت و در سال ۱۳۴۷ لیسانس گرفت. در مهر ۱۳۴۷ در دوره کارشناسی ارشد دانشکده اقتصاد دانشگاه تهران در رشته اقتصاد مالی پذیرفته شد و در بهمن ۱۳۴۸ دانش‌آموخته شد. در سال‌های ۱۳۵۷-۱۳۵۱ به تناوب به انگلستان سفر کرد و مطالعاتی را انجام داد ولی این مطالعات به دریافت مدرکی دانشگاهی نینجامید.

### سوابق شغلی
- سال ۱۳۳۵: به عنوان کارمند در بنگاه عمران دهات مشغول به کار شد و سه سال را در دهات گرمسار کار کرد.
- سال ۱۳۳۷: به تهران منتقل شد و تا سال ۱۳۴۶ مشاغل مختلفی را به عهده داشت که آخرین آن معاون حسابداری بود.
- سال ۱۳۴۶: در این سال اداره امور کمک‌های اهدایی به طرح‌های عمرانی دهات به وی محول شد؛ که تا اوایل سال ۱۳۴۷ در بنگاه عمران و سپس در وزارت آبادانی و مسکن ادامه داشت.
- سال ۱۳۴۷: به وزارت علوم و آموزش عالی منتقل شد و در سمت معاون مدیر کل مالی تا سال ۱۳۵۰ خدمت کرد.
- سال ۱۳۵۰: در این سال به سمت مدیرکل طرح‌ها و بررسی‌های وزارت علوم منصوب شد که تا سال ۱۳۵۳ ادامه داشت.
- سال ۱۳۵۳: در این سال با عنوان معاون و قائم مقام رئیس دانشگاه سیستان و بلوچستان در کار راه‌اندازی و آغاز به کار آن دانشگاه خدمت کرد که تا سال ۱۳۵۷ ادامه داشت.
- سال ۱۳۵۸: به سمت معاون اجرایی وزارت علوم منصوب شد که تا سال ۱۳۵۹ ادامه یافت و در این سال بازنشسته شد.

### سوابق دانشگاهی
- در سال‌های ۱۳۴۸ تا ۱۳۵۲ در موسسه عالی حسابداری، مدرس دروس مختلف حسابداری بود.
- تا سال ۱۳۵۳ همزمان با عهده‌دار بودن مسئولیت مدیر کل اجرائی در وزارت علوم و آموزش عالی در دانشگاه تربیت معلم مامازن و دانشکده مدیریت دانشگاه گیلان به‌طور پاره وقت تدریس کرد.
- از سال 1353-1357 معاون مالی و اداری دانشگاه بلوچستان و مدرس آن دانشگاه بود
- در سال ۱۳۵۷به وزارت علوم و آموزش عالی بازگشت و در جریان انقلاب اسلامی به عنوان نماینده کارکنان انتخاب شد.
- از سال ۱۳۵۷ تا 1358 با پیروزی انقلاب اسلامی معاونت وزارت علوم و آموزش عالی در امور اجرائی وزارت علوم عهده‌دار شد.
- از سال ۱۳۶۳ تا ۱۳۶۹ در دانشکده حسابداری دانشگاه صنعت نفت، دانشگاه امام صادق و دانشکده تحصیلات تکمیلی دانشگاه آزاد اسلامی، مدرس پاره‌وقت بود.
- در دوره کارشناسی ارشد مؤسسه عالی بانکداری ایران سیستم‌های حسابداری و حسابداری بانک‌ها درس می‌داد.

### سوابق پژوهشی
در سال‌هایی که در اداره طرح و بررسی‌های وزارت علوم کار می‌کرد، حسب نوع کار، کارهای پژوهشی گوناگونی را سرپرستی کرد. در طول سال‌های خدمت در دانشگاه سیستان و بلوچستان نیز مطالعاتی را در زمینه وضعیت اقتصادی ـ اجتماعی آن منطقه و هم‌چنین مطالعاتی را در زمینه برنامه‌ریزی آموزش عالی از دیدگاه توسعه منطقه‌ای انجام داد. بعدتر، این پژوهش‌ها در تهیه طرح جامع آموزشی آن دانشگاه مورد استفاده قرار گرفت. پس از بازنشستگی از خدمات دولتی در سال ۱۳۵۹ نیز از اوایل سال ۱۳۶۰ به عنوان پژوهشگر در مرکز تحقیقات تخصصی حسابداری و حسابرسی سازمان حسابرسی به کار پاره‌وقت پرداخت که تا پایان زندگی‌اش ادامه داشت.

## تالیفات

### کتاب‌ها
- اصول حسابداری (جلد ۱): با همکاری نظام الدین ملک آرایی، مرکز تحقیقات تخصصی حسابداری و حسابرسی، سازمان حسابرسی، ۱۳۶۸، سی‌امین چاپ، ۱۳۸۹.
- اصول حسابداری (جلد ۲): با همکاری نظام الدین ملک آرایی، مرکز تحقیقات تخصصی حسابداری و حسابرسی، سازمان حسابرسی، ۱۳۷۰، هشتمین چاپ، ۱۳۸۰.
- مبانی و روش‌های عمومی حسابداری: با همکاری نظام الدین ملک آرایی، مرکز تحقیقات تخصصی حسابداری و حسابرسی، سازمان حسابرسی، ۱۳۷۴، سی و یکمین چاپ، ۱۳۹۱.
- حسابداری پیمانکاری: با همکاری نظام الدین ملک آرایی، مرکز تحقیقات تخصصی حسابداری و حسابرسی، سازمان حسابرسی، نوزدهمین چاپ، ۱۳۹۱.
- بررسی تحلیلی یا استفاده از تجزیه و تحلیل در حسابرسی: با همکاری فضل الله اکبری، مرکز تحقیقات تخصصی حسابداری و حسابرسی، سازمان حسابرسی، ۱۳۷۹.
- اوراق مشارکت: سوابق، مقررات و حسابداری: مرکز تحقیقات تخصصی حسابداری و حسابرسی، سازمان حسابرسی، چهارمین چاپ، ۱۳۸۹.
- حسابداری استهلاک: با همکاری فضل الله اکبری، مرکز تحقیقات تخصصی حسابداری و حسابرسی، سازمان حسابرسی، پنجمین چاپ، ۱۳۷۸.
- گزیده‌ای از قوانین و مقررات تجاری برای مدیران و حسابداران: با همکاری نظام الدین ملک آرایی، مرکز تحقیقات تخصصی حسابداری و حسابرسی، سازمان حسابرسی، ۱۳۶۴.
- اخلاق و آیین رفتار حسابداران حرفه‌ای: مرکز تحقیقات تخصصی حسابداری و حسابرسی، سازمان حسابرسی، ۱۳۸۹.
- حسابداری کالای امانی: با همکاری نظام الدین ملک آرایی، انتشارات پیام، ۱۳۵۳، ویرایش دوم، انتشارات پیشبرد، ۱۳۷۰.
- اشتباهات و اصلاحات: با همکاری نظام الدین ملک آرایی، انتشارات پیام، ۱۳۵۴.
- جریان وجوه نقد: با همکاری نظام الدین ملک آرایی، مدرسه عالی مدیریت گیلان، ۱۳۵۴.
- بخش عمومی و اقتصاد ایران: ۱۳۵۴ (منتشر نشد).
- اقتصاد ایران: تألیف جولیان باری یر، ترجمه مشترک با مهدی تقوی، حبیب الله تیموری ماسوله و نفیسی، مؤسسه حسابرسی سازمان صنایع ملی، ۱۳۶۳.
- استاندارد بین‌المللی حسابداری شماره ۱: افشای رویه‌های حسابداری: ترجمه مشترک با مهدی تقوی و عزیز عالی ور، مؤسسه حسابرسی سازمان صنایع ملی، ۱۳۶۰.
- استاندارد بین‌المللی حسابداری شماره ۵: اطلاعاتی که باید در صورت‌های مالی افشا شود: ترجمه مشترک با مهدی تقوی و عزیز عالی ور، مؤسسه حسابرسی سازمان صنایع ملی، ۱۳۶۱.
- استاندارد بین‌المللی حسابداری شماره ۹: حسابداری فعالیت‌های تحقیق و توسعه: ترجمه مشترک با گودرزی و تیموری، مؤسسه حسابرسی سازمان صنایع ملی، ۱۳۶۱.
- استاندارد بین‌المللی حسابداری شماره ۱۰: وقایع احتمالی و رویدادهای بعد از تاریخ ترازنامه: ترجمه مشترک با عباس ارباب سلیمانی، مؤسسه حسابرسی سازمان صنایع ملی، ۱۳۶۱.
- استاندارد بین‌المللی حسابداری شماره ۱۱: حسابداری پیمانکاری: ترجمه مشترک با نظام الدین ملک آرایی و عزیز عالی ور، مؤسسه حسابرسی سازمان صنایع ملی، ۱۳۶۱.
- استاندارد بین‌المللی حسابداری شماره ۱۶: حسابداری اموال ماشین‌آلات و تجهیزات: ترجمه مشترک با عزیز عالی ور و نظام الدین ملک آرایی، مؤسسه حسابرسی سازمان صنایع ملی، ۱۳۶۱.
- استاندارد بین‌المللی حسابداری شماره ۱۸: شناخت درآمد: ترجمه مشترک با عباس ارباب سلیمانی، مؤسسه حسابرسی سازمان صنایع ملی، ۱۳۶۲.
- استاندارد بین‌المللی حسابداری شماره ۲۱: حسابداری آثار تغییرات نرخ ارز: ترجمه مشترک با عباس ارباب سلیمانی، مؤسسه حسابرسی سازمان صنایع ملی، ۱۳۶۳.
- استاندارد بین‌المللی حسابداری شماره ۳۰: موارد افشا در صورت‌های مالی بانک‌ها و مؤسسات مالی مشابه: ترجمه مشترک با عباس ارباب سلیمانی، مرکز تحقیقات تخصصی حسابداری و حسابرسی، سازمان حسابرسی، ۱۳۸۱.
- رهنمودهای بین‌المللی حسابرسی: شامل رهنمودهای مقدمه، هدف و دامنه حسابرسی صورت‌های مالی، موافقت‌نامه حسابرسی (اصول بنیادی حاکم بر حسابرسی و گزارش حسابرسی): ترجمه مشترک با عباس ارباب سلیمانی، مرکز تحقیقات تخصصی حسابداری و حسابرسی، سال‌های ۱۳۷۰-۱۳۶۴.
- استانداردهای بین‌المللی حسابرسی: شامل استانداردهای مقدمه، مبانی نظری و قرارداد حسابرسی: ترجمه مشترک با عباس ارباب سلیمانی، مرکز تحقیقات تخصصی حسابداری و حسابرسی، سازمان حسابرسی، سال‌های ۱۳۷۶ـ۱۳۷۳.

## جوایز و افتخارات
- انتخاب به‌عنوان مشاهیر حسابداری ایران در نخستین کنفرانس بین‌المللی حسابداری ایران (تهران، ۱۳۸۷)، از سوی انجمن حسابداری ایران.
- کتاب اصول حسابداری (جلدهای ۱ و ۲) وی که به‌طور مشترک با نظام الدین ملک آرایی تألیف شده بود؛ به عنوان کتاب سال جمهوری اسلامی ایران ۱۳۷۱ مفتخر به دریافت تقدیرنامه و جایزه از رئیس جمهور ایران، علی‌اکبر رفسنجانی شد.
- کتاب بررسی تحلیلی یا استفاده از تجزیه و تحلیل در حسابرسی وی که به‌طور مشترک با فضل الله اکبری تألیف شده بود؛ در نوزدهمین دوره انتخاب کتاب سال جمهوری اسلامی ایران (در سال ۱۳۷۹) به عنوان کتاب درخور تقدیر معرفی شد.
- دریافت تقدیرنامه و جایزه به مناسبت پژوهش‌ها و خدمات انجام شده از مراجع مختلف از جمله سازمان حسابرسی و وزارت نیرو.
- عضویت در مجامع حرفه‌ای.
- پذیرش در نخستین دوره اعطای عنوان حسابدار رسمی از سوی جامعه حسابداران رسمی ایران (۱۳۸۰).
- عضویت در هیئت عالی انتظامی جامعه حسابداران رسمی ایران.